# Успенская улица (Киров)
Успенская улица — одна из древнейших улиц Вятки, ныне одна из самых маленьких улиц в историческом центре длинною всего в 1.5 километра. Берёт своё название от Успенского Трифонова монастыря —  главной святыни Вятской земли.
Начинается от Засорного оврага, у Северо-западной башни монастырской ограды, на углу с улицей Лиханова (бывшей Монастырской Набережной). Идя вдоль ограды сохраняет своё древнее направление, затем начинает идти почти строго на юг по регулярной планировке.
На Успенской улицы находится множество церквей и часовен — монастырский ансамбль из Трёхсвятительской и Благовещенской церквей во главе с Успенским собором, Свято-Серафимовский собор и часовня Бориса и Глеба.
Духовная строгость в южной половине сменяется купеческим размахом Гагаринского парка, на месте которого до середины XX века располагалась огромная Семёновская площадь размером в квартала вместе с Александро-Невским собором центре. Ряд купеческих домов ныне снесён и почти полностью застроен современной застройкой. 
На Успенской же, напротив Гагаринского парка, расположено сердце городского телевидения — здание ГТРК "Вятка" и вятская телевышка — самое высокое сооружение города высотой в 196 метров.
Кикиморская гора, по которой проходит улица, стала отличным местом для развития горнолыжного спорта. Здесь действует центр зимнего отдыха "Калинка", с обустроенными трассами для катания на горных лыжах и сноубордами и подъёмниками.
Спускаясь с горы, улица упирается в железную дорогу, идущую в Вересники, и переходит в поперечную улицу Милицейскую. Для этого участка характерна современная жилая многоэтажная застройка.

## Название

### Успенская
Изначальное название улицы происходит от Трифонова монастыря. Он возникает в конце XVI века за пределами города — на южной границе Засорного оврага. В течение XVII столетия вокруг него возникает Монастырская, или же Большая Кикиморская слобода, в которой появляется Успенская улица. Первое её упоминание относится к 1716 году и связано с переписью населения. 

### Урицкого
В 1918 году Успенская улица была переименована в улицу имени Моисея Соломоновича Урицкого, председателя Петроградской ЧК, убитого 30 августа 1918 года. С историей Вятки и Вятской губернией Урицкий не был связан ни до, ни после революции. Название являлось типовым. В 2024 году в России насчитывалось 230 улиц Урицкого.

### Возвращение исторического названия
В 2024 году ряд депутатов городской Думы предложил вернуть 7 улицам в историческом центре города их дореволюционные имена. Предложены были Владимирская, Никитская, Успенская, Морозовская, Всесвятская, Острожная и Бутырская. Вопрос был рассмотрен на совете по топонимии, большинство членов проголосовали за. После опроса населения было принято решение поднять вопрос о возвращении Острожной и Бутырской позже. Оставшиеся 5 улиц, в том числе Успенскую, утвердили к переименованию 19 декабря 2024 года на заседании городской Думы. Решение вступило в силу 1 июля 2025 года.

## История

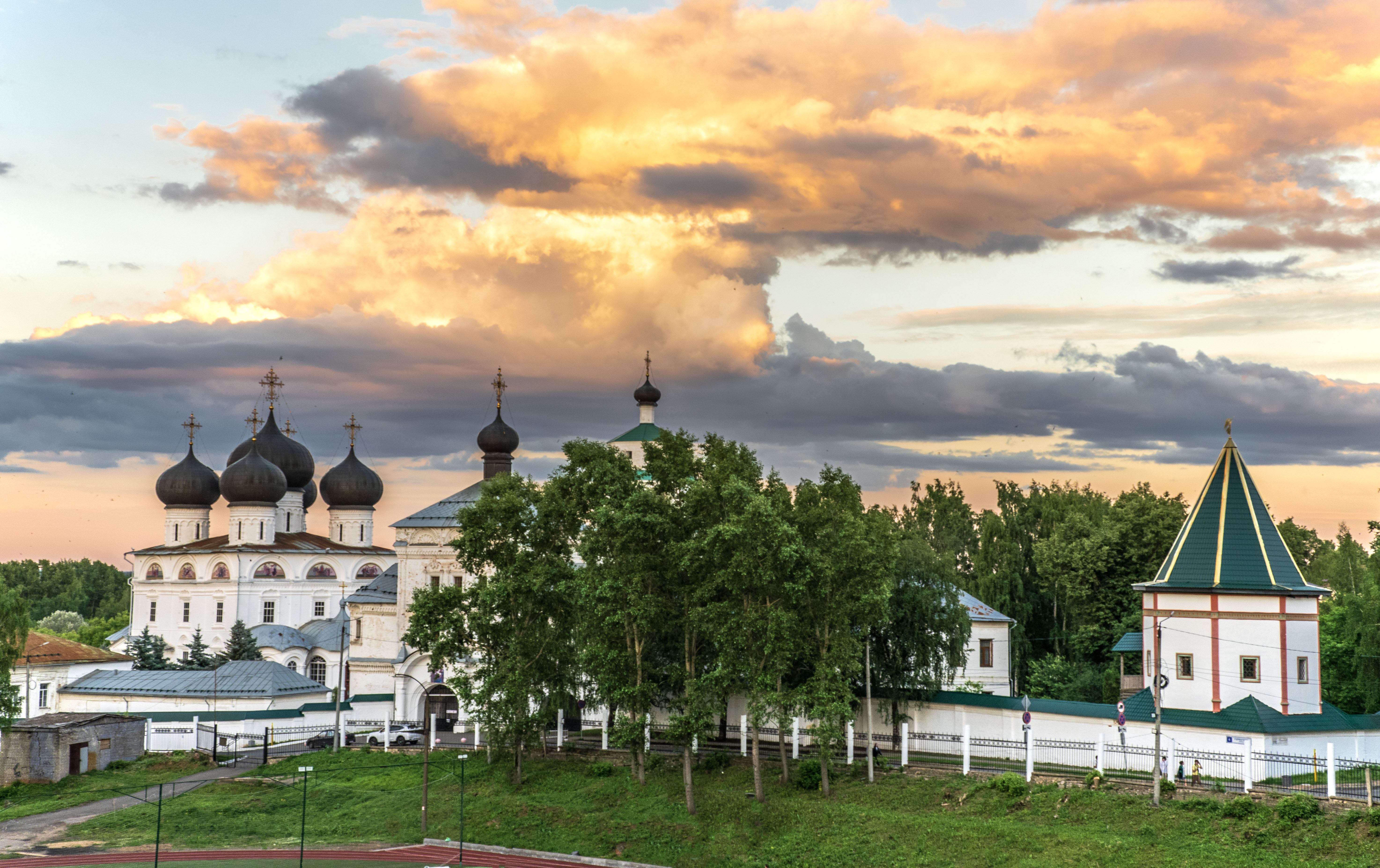
Ансамбль Трифонова монастыря. Справа - Северо-Западная башня, от которой начинается Успенская улица.

### До революции
До возникновения Трифонова монастыря на его месте располагалось древнее городское кладбище. Мужской монастырь во имя Успения Богородицы был основан в XVI веке по жалованной грамоте царя Ивана Грозного и с разрешения патриарха. В XVII веке при монастыре возникла Большая Кикиморская слобода, называемая иногда Монастырской. В XVIII столетии её население доходило до 200 человек.
В 1784 году, при появлении регулярной планировки, Успенская улица как и район Троицкого собора не была включена в квартальную систему. Это произошло лишь при обновлении плана в 1812 году. С тех пор улица приобрела своё современное направление на юг, а Кикиморская слобода вошла в состав города. 
Успенская оказалась почти в 2 с лишним раза короче других продольных улиц Вятки. Виной тому городской рельеф, а также ансамбль кафедрального собора. Вести улицу на север было попросту некуда. Её косвенным продолжением можно назвать современные Динамовский проезд и Набережную Грина.

### Советское время

#### Роспуск Трифонова монастыря
21 сентября 1918 года по распоряжению советских властей Успенский Трифонов монастырь был ликвидирован. В стенах обители разместились госпиталь, склад изъятых церковных ценностей, советско-партийная школа. В 1929 году Успенский собор был окончательно отобран у верующих. Колокола были отданы на переплавку, предметы из храмов были проданы или переданы Губернскому музею, осквернено и уничтожено монастырское кладбище. Храмы и здания оказались перестроены, а угловые башни и южная стена разобраны на кирпич.
В храмах и монастырских постройках разместились архивохранилище, прачечная, столовая, хлебопекарня, обувная мастерская, различные учебные заведения, общежитие, коммунальные квартиры. В послевоенные годы здесь, кроме того, находились проектная контора, планетарий, курсы повышения квалификации работников культуры, отдел краеведческого музея, реставрационные мастерские. Значительную часть территории монастыря занимали литейный и чугунный цеха Электромеханического завода.
Монастырские постройки разрушались. Первые восстановительные работы начались лишь в 1950-х годах, но до 1980-х эта работа велась фрагментарно. Здание Успенского собора не отапливалось, стекла были выбиты, архивные дела и стены покрывались слоем влаги и плесени, а зимой — изморозью и льдом. В 1980-е годы силами Кировских реставрационных мастерских была отреставрирована Трёхсвятительская церковь, восстановлена Юго-восточная башня, воссозданы южный участок ограды с воротами, Северо-западная башня и поварня.

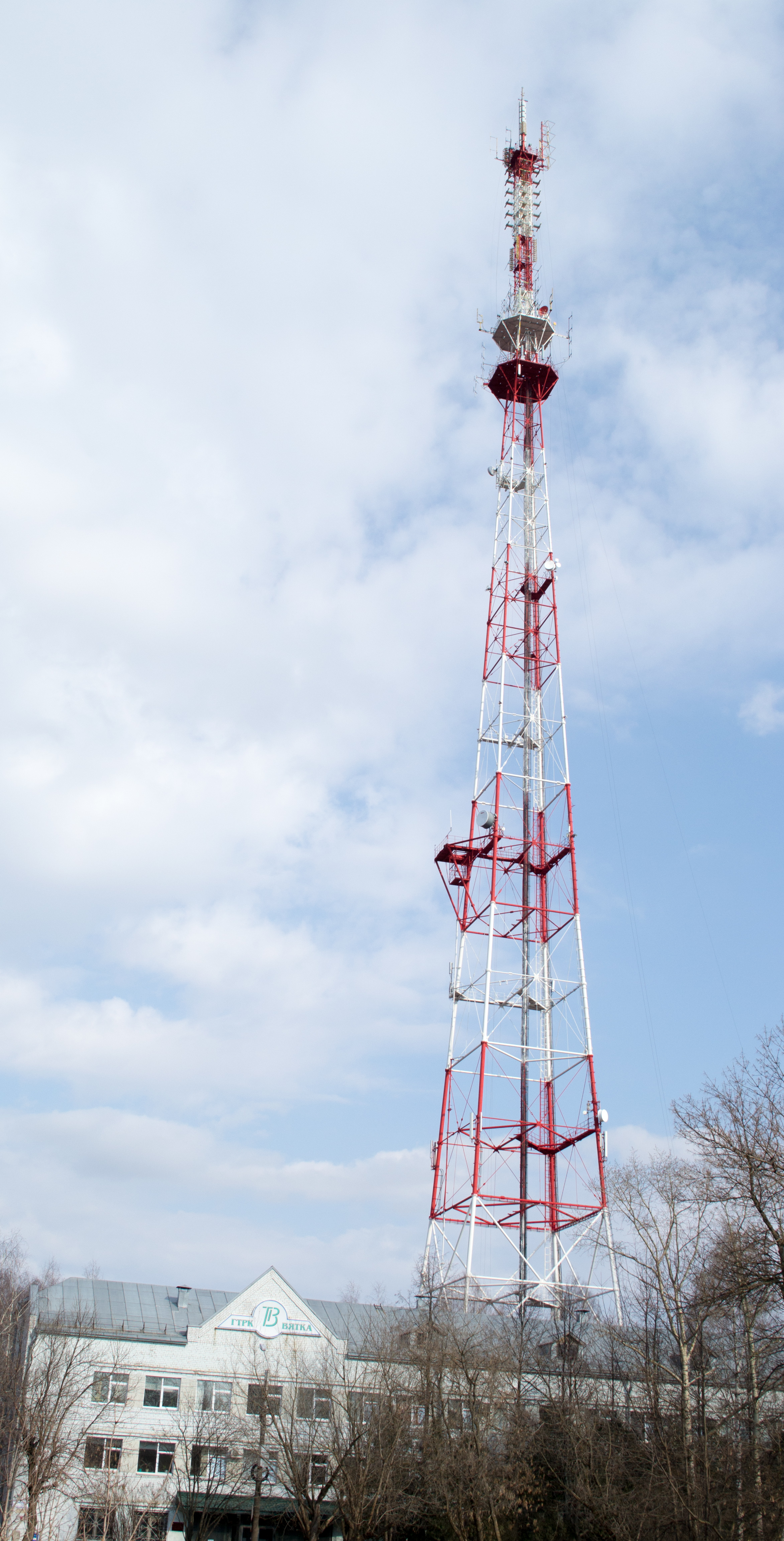

#### Телевышка
В середине 50-х начался поиск места для строительства новой телевышки. Сначала планировалась возвести её в Чижах (ныне часть города), затем — в районе Парка Победы. В итоге был выбран участок на Кикиморской горе, близ улицы Урицкого.
Строительство началось в августе 1957 года. Металл для башни был выделен с Днепропетровского металлургического комбината. За 41 день монтажники-высотники из Ленинграда собрали конструкцию высотой в 180 метров, что являлось абсолютным рекордом для того времени. Верхолазы, работавшие в Кирове, прежде строили телевышки в Северной Корее, Китае, Бухаресте, Праге, Горьком и Владимире.
Впоследствии вышка была достроена до 196 метров, став одной из самых высоких в Приволжье. Она видна из любой точки города и даже ближайших окрестностей и ныне является одной из главных достопримечательностей города.

### Новая Россия
В апреле 1989 года Успенский собор был передан Вятской епархии, а в 1991 году — весь бывший ансамбль. Повторное открытие Трифонова монастыря состоялось 25 сентября 1991 года. Начались восстановительные работы. В настоящее время значительная часть монастыря восстановлена, но многие некоторые его участки до сих пор не обжиты, а Благовещенская церковь стоит в законсервированном состоянии. Дом по адресу Успенская, 4 и Юго-Западная башня и вовсе монастырём не используются.
В 1990-х и 2000-х годах большая часть исторической деревянной застройки оказалась снесена. Ныне Успенская улица представлена в основном малоэтажными кирпичными новостроями в районе Трифонова монастыря, домами высотой до 5 этажей на участке близ Гагаринского парка и многоэтажной застройкой на нижнем участке, под Кикиморской горой.
В 2025 году улице возвращено историческое название Успенская.

## Значимые сооружения и памятники архитектуры

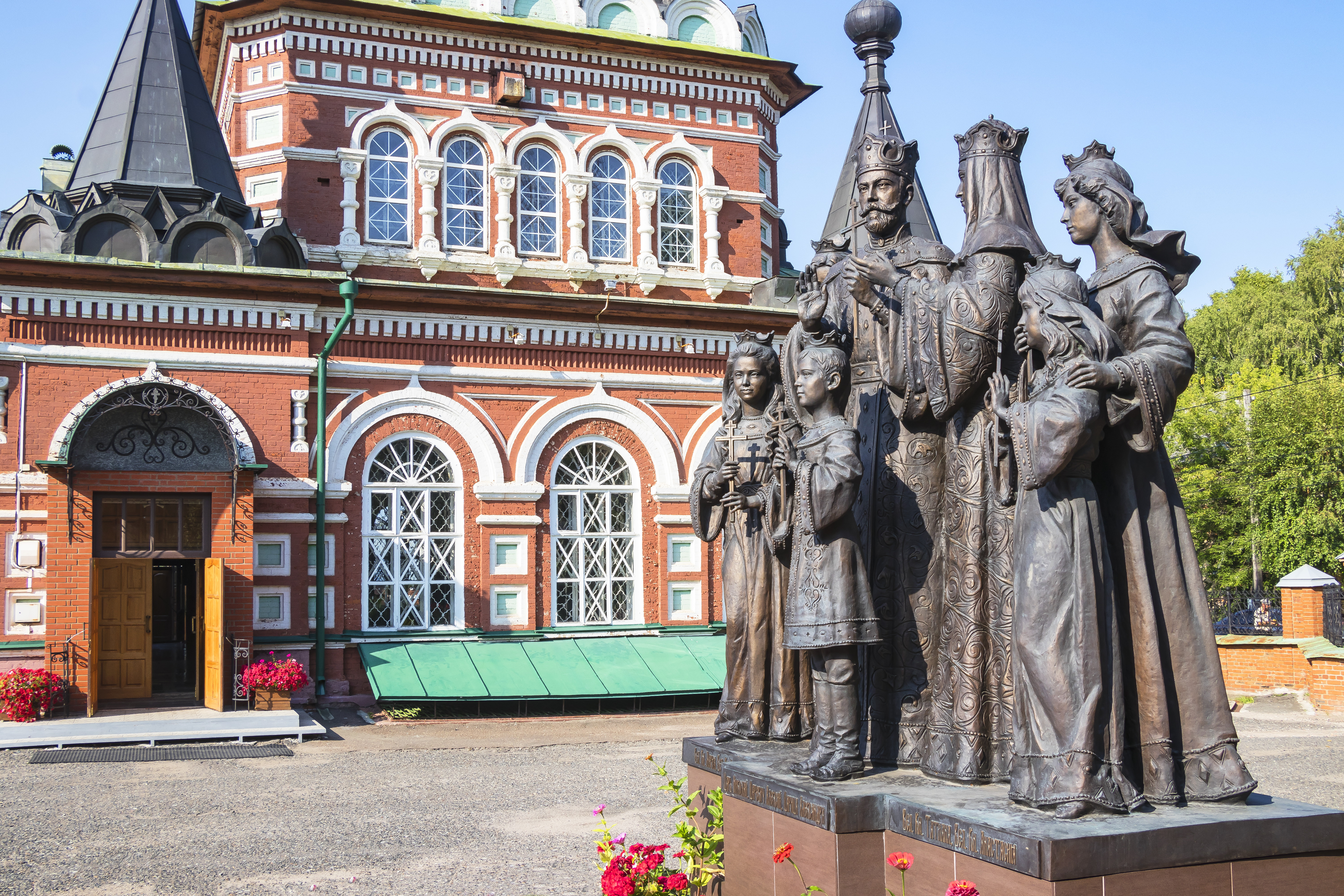
Памятник царской семье

- Ансамбль Успенского Трифонова монастыря
- Дом служителей Трифонова монастыря (№6)
- Свято-Серафимовский собор
- Памятник царской семье
- Парк имени Ю. А. Гагарина
- Телевизионная башня
- Духовное училище (№38)
- Бывшее здание водокачки
- Центр зимнего отдыха "Калинка"

## Дополнительно
1. ↑  Историческая справка » ГТРК Вятка - новости Кирова и Кировской области. ГТРК Вятка - новости Кирова и Кировской области. Дата обращения: 4 июля 2025.
2. ↑  Юрий Николаевич Голубчиков. Российские урбанонимы в отражении Русского мира // Society and Security Insights : Журнал. — 2024.
3. 1 2  В Кирове 5 улицам вернули исторические наименования, еще 2 получили новые. ГТРК Вятка (19 декабря 2024).
4. ↑  Улицы города Кирова. Центральная городская библиотека имени А. С. Пушкина.
5. 1 2  История — Свято-Успенский кафедральный собор Трифонова мужского монастыря г. Кирова. uspenskysobor.ru. Дата обращения: 4 июля 2025. Архивировано 5 августа 2024 года.
6. ↑  Кировская телевышка — этапы истории » ГТРК Вятка - новости Кирова и Кировской области. ГТРК Вятка - новости Кирова и Кировской области. Дата обращения: 4 июля 2025.
7. ↑  Остатки «былой роскоши». Как менялась улица Урицкого. Пешком по Вятке. Дата обращения: 4 июля 2025.